# جگوار ایکس۱۵۰
جگوار ایکس۱۵۰ (Jaguar X۱۵۰) خودرویی است که از سال ۲۰۰۶ تا کنون در بیرمنگام تولید شده‌است.
طراحی آن خودروهای موتور جلو-محور عقب بوده طول آن در حالت طبیعی ۴٬۷۹۰ میلیمتر (۱۸۸٫۶ اینچ)، عرض آن در حالت طبیعی ۱٬۸۹۲ میلیمتر (۷۴٫۵ اینچ) و ارتفاع آن در حالت طبیعی ۱٬۳۲۰ میلیمتر (۵۲٫۰ اینچ) و وزن آن در حالت طبیعی ۱٬۶۷۵ کیلوگرم (۳٬۶۹۳ پوند) است. سیستم جعبه‌دندهٔ آن ۶ دنده به صورت خودکار است.

## نگارخانه

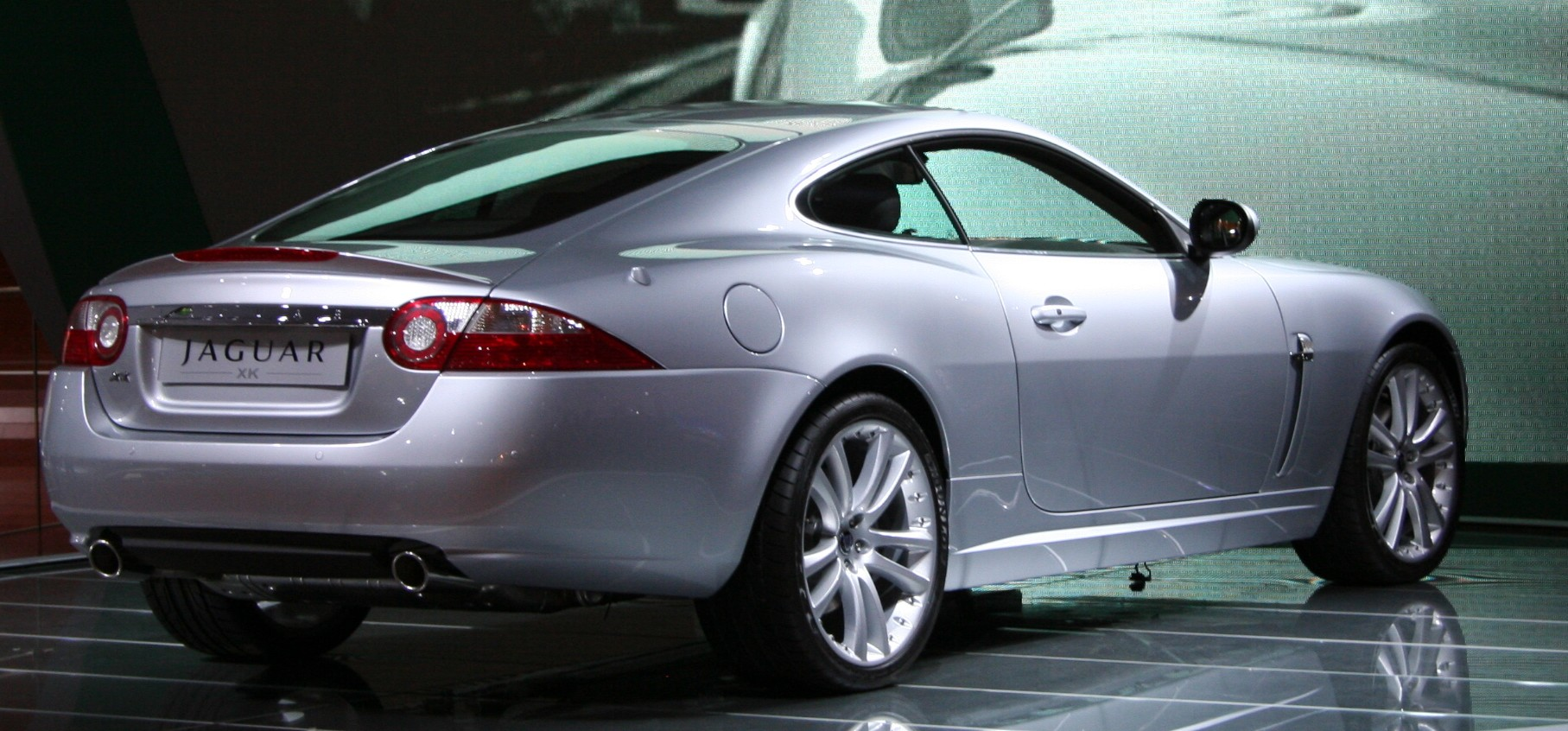
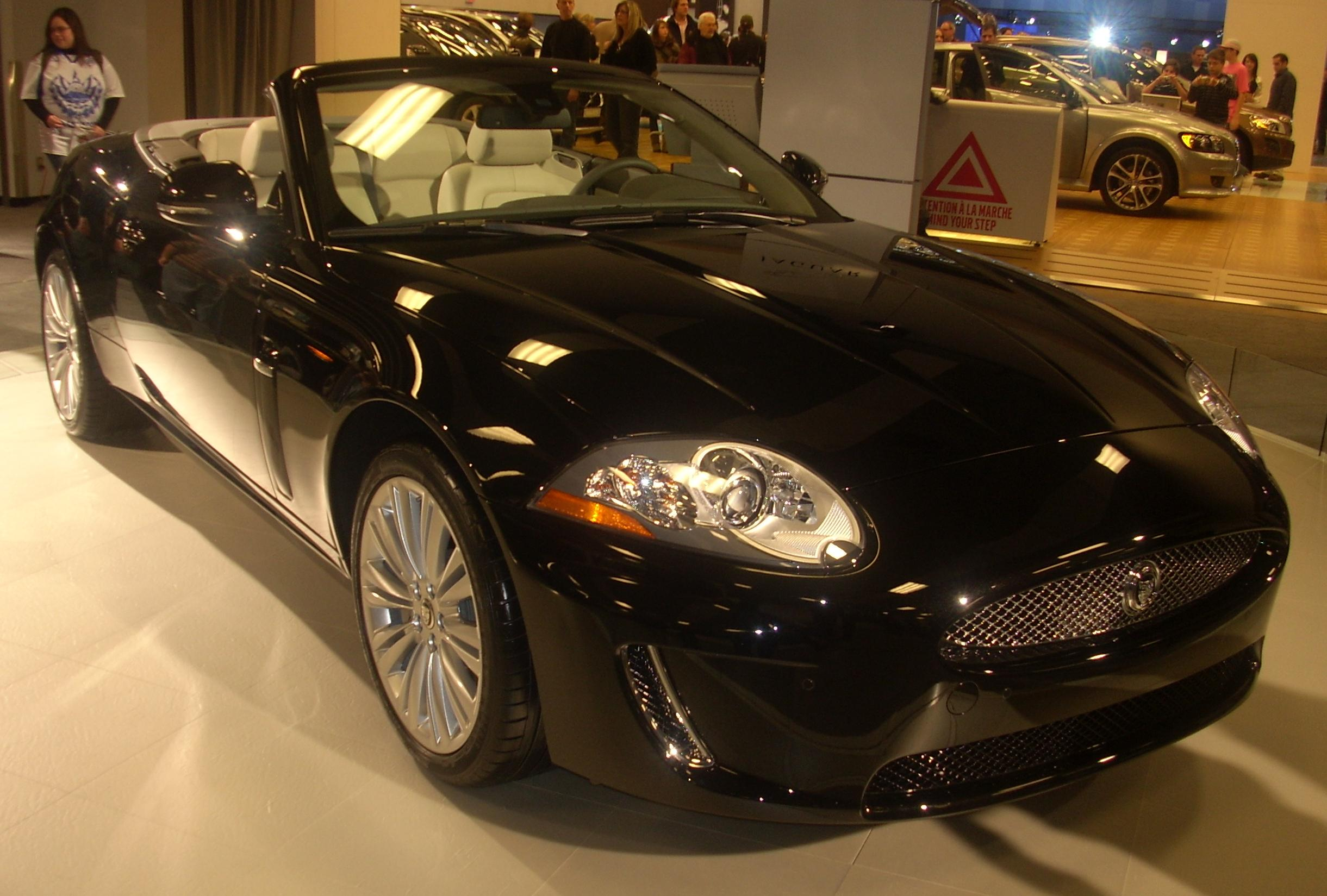
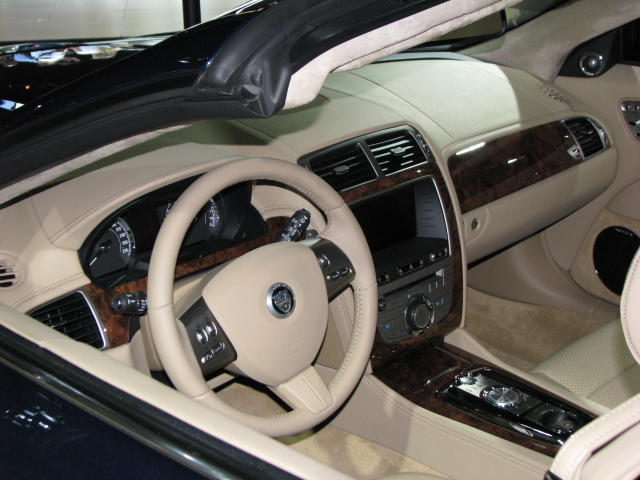